# 鳥取県立岩美高等学校
鳥取県立岩美高等学校（とっとりけんりつ いわみこうとうがっこう, Tottori Prefectural Iwami High School）は、鳥取県岩美郡岩美町浦富にある県立高等学校。

## 概要
歴史
1948年（昭和23年）に開校した「鳥取県立岩美実業高等学校」を前身とする。2008年（平成20年）に創立60周年を迎えた。
2013年（平成25）年度から４年間、文部科学省指定の研究開発学校として「高校生として地域に貢献する活動を通じて、将来の地域を支える人材を育成する」ことをテーマとし、地域の特性の教材化と、それをもとにした普通科高校としてのキャリア教育の指導に関する研究開発を行っている。
設置課程・学科
全日制課程 普通科

## 沿革
- 1948年（昭和23年）4月1日 - 学制改革により、「鳥取県立岩美実業高等学校」（新制高等学校）が発足。
  - 定時制農業課程・農村家庭課程を設置。
- 1951年（昭和26年）4月1日 - 鳥取県立邑美実業高等学校とともに鳥取県立鳥取東高等学校に統合。鳥取東高校岩美校舎となる。
- 1953年（昭和28年）4月1日 - 鳥取東高等学校より分離し、「鳥取県立岩美農業高等学校」として独立。
- 1954年（昭和29年）9月18日 - この日を開校記念日とする。
- 1961年（昭和36年）4月1日 - 普通科を設置し、「鳥取県立岩美高等学校」（現校名）に改称。
- 1964年（昭和39年）3月31日 - 家庭科を廃止。
- 1967年（昭和42年）3月31日 - 農業科を廃止し、完全普通科高校となる。
- 1993年（平成5年）4月 - 硬式野球部が発足。
- 1994年（平成6年）4月1日 - コース制を導入し、文理コース[2]（1・2組）・情報ビジネスコース（3組）・健康福祉コース（4組）を設置。
- 2006年（平成18年）4月1日 - 4クラス制が3クラス制となり、普通コース（1組）・情報ビジネスコース（2組）・福祉コース（3組）とする。
- 2009年（平成21年）4月1日 - コース制を廃止し、普通科として一括募集（くくり募集）し2年次より普通、商業ビジネス、福祉の3類型に分かれるシステムとする。
- 2012年（平成24年）1月キャリア教育優良教育委員会、学校及びPTA団体等文部科学大臣表彰受賞
- 2013年（平成25年）4月文部科学省指定開発学校。
- 2016年（平成28年）1月県立学校等屋内運動場非構造部材耐震改修（照明をLED化）。

## 行事

### 球技大会
春と秋、ないしは冬に行われる大きなイベントの一つである。

### 虹嶺祭
9月上旬に行われる学校祭である。スケジュールは三部構成となっており、一日ごとに内容が変化する。3年生は各クラスオリジナルのコスチュームで過ごしてもよい。
1日目
講堂で行われる。いわゆる文化祭。執行部のオープニングに始まり、吹奏楽部（岩美町立岩美中学校とのコラボレート）、手話部、放送部、そして3年の各クラスが出し物をする。各クラス出し物終了時には、担任の教員に向けて一人ずつメッセージを言うのが慣例（代表者が言う場合もある）。
2日目
前日とは内容が変わり、校舎全体を使って模擬店、展示などを催す。3年生は中庭で物販を行う。生徒玄関前の特設ステージではカラオケ大会が行われ、生徒だけでなく教員も参加する。また講堂ではライヴが行われている。3年生の女子はこの日だけ浴衣の着用が許可される。
3日目
体育祭。競技は毎年マイナーチェンジを繰り返しているが、変わらないのが大縄飛び、仮装行列、綱引き、クラス対抗リレーである。体育祭終了後は、後夜祭が開かれフォークダンスを踊る。なお、このときは制服でも構わない。フォークダンスを全校で踊った後、花火が打ち上げられる。そして最後執行部が挨拶をして虹嶺祭終了となる。